# Riforma ortografica

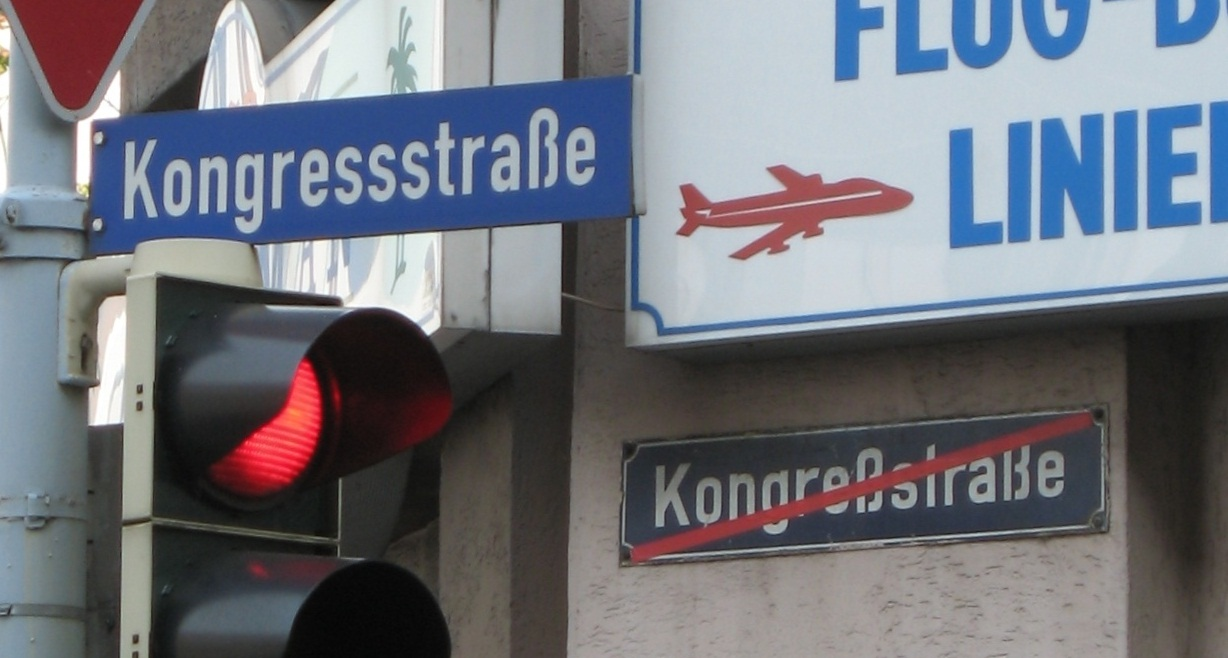
Targa stradale ad Aquisgrana che applica la Riforma ortografica del Tedesco del 1996.

Una riforma ortografica è un tipo di riforma linguistica che ha come scopo la semplificazione della lingua tramite l'introduzione di norme ortografiche condivise. Le proposte di tale riforma sono abbastanza comuni e nel corso degli anni molte lingue hanno subito tali riforme. Recenti esempi di alto profilo sono la riforma ortografica tedesca del 1996, la riforma ortografica francese del 1990 e la riforma ortografica portoghese del 1990, la quale è ancora in corso di ratifica nei diversi paesi.
Le riforme ortografiche possono essere messe in atto da diversi organi: per esempio, la riforma ortografica tedesca fu il risultato del lavoro di un gruppo di ricercatori; quella del portoghese (1990) fu decisa dall'Accademia brasiliana delle lettere e dall'Accademia delle scienze di Lisbona, che operarono congiuntamente, con il contributo di delegazioni di altri Paesi lusofoni; le riforme ortografiche di spagnolo e francese furono decise rispettivamente dalla Real Academia Española e dall'Académie française (tramite il Consiglio superiore della lingua francese).
Ci sono diversi obiettivi che possono portare a queste riforme: facilitare il compito di alfabetizzazione dei bambini o degli immigrati, rendendo il linguaggio più utile per la comunicazione internazionale, rendendo l'etimologia più chiara, o per ragioni estetiche o politiche.
L'opposizione alle riforme si basa spesso sulla preoccupazione che la vecchia letteratura diventerà inaccessibile, la presunta soppressione degli accenti regionali, l'esigenza di apprendere le nuove ortografie, rendere l'etimologia meno chiara, o un semplice conservatorismo basato sulla preoccupazione per le conseguenze impreviste. Le riforme che si concentrano sulla rimozione di inutili difficoltà dovrebbero tener conto di tali argomenti. Gli sforzi di riforma sono ulteriormente ostacolati dall'abitudine e, in molti paesi, dalla mancanza di un'autorità centrale per fissare nuovi standard di ortografia.
La riforma ortografica può anche essere associata a una discussione più ampia di ciò che dovrebbe essere la scrittura ufficiale, la pianificazione linguistica e la riforma linguistica.

## Argomentazioni a favore della riforma
In lingue scritte con scrittura alfabetica o sillabica, ci si potrebbe aspettare che ci sia una corrispondenza stretta della scrittura o della ortografia con il suono pronunciato. Tuttavia, anche se vi è corrispondenza in una sola volta e viene riconosciuta da qualcuno che parla, nel tempo spesso non corrispondono bene per la maggioranza: un suono può essere rappresentato da varie combinazioni di lettere ed una lettera od un gruppo di lettere pronunciate in vari modi. Nei casi in cui l'ortografia tiene conto delle caratteristiche grammaticali, anche questi possono diventare incoerenti.
Le persone che utilizzano l'ortografia non-standard spesso soffrono di opinioni sfavorevoli, poiché la padronanza di una persona di ortografia standard è spesso equiparata al livello di istruzione o intelligenza formale. L'ortografia è più facile nelle lingue con sistemi di ortografia più o meno coerenti, come finlandese, serbo, italiano e spagnolo, dovuta al fatto che la pronuncia in queste lingue è cambiata relativamente poco dopo la creazione iniziale dei loro sistemi di ortografia; l'ortografia etimologica non-fonematica è stata sostituita con l'ortografia fonematica non-etimologica come la modifica delle pronunce. Prevedere l'ortografia è più difficile nelle lingue in cui la pronuncia è cambiata significativamente da quando l'ortografia è stata fissata, dando così un sistema di ortografia etimologico non fonetico, come l'irlandese o il francese. Questi sistemi di ortografia sono ancora "fonemici" (piuttosto che "fonetici") poiché la pronuncia di una parola può essere derivata sistematicamente dall'ortografia, anche se la conversazione (cioè l'ortografia dalla pronuncia) potrebbe non essere possibile. L'inglese è un estremo esempio di una ortografia difettosa in cui l'ortografia non può essere derivata sistematicamente dalla pronuncia, ma ha anche il problema più insolito che la pronuncia non può derivare sistematicamente dall'ortografia.
Sono state proposte riforme di ortografia per varie lingue negli anni. Questi sono andati da modesti tentativi di eliminare particolari irregolarità (come l'SR1 o l'Initial Teaching Alphabet) attraverso riforme più ampie (come il Cut Spelling) al fine di tentare di introdurre un'orografia fonematica completa, come l'alfabeto fonetico di Shaw o la sua versione rivista il Quikscript, l'ultimo alfabeto di DevaGreek, la latinizzazione del turco o l'hangul in Corea.
La superfluità dei grafemi (lettere o caratteri) è spesso una questione nella riforma ortografica, che richiede un "argomento economico" - risparmi significativi nei materiali di produzione nel tempo - come promulgato da George Bernard Shaw.
L'idea di ortografia fonemica è stata anche criticata perché nasconderebbe somiglianze morfologiche tra le parole con diverse pronunce e quindi oscurarono i loro significati. Si afferma inoltre che quando la gente legge, in realtà non cerca di elaborare la sequenza dei suoni che compongono ogni parola, ma riconosce le parole nel suo complesso o come sequenza di piccole quantità di unità semanticamente significative (ad esempio la morfologia può essere interpretata come morfo+logia, piuttosto che come sequenza di un numero maggiore di fonemi). In un sistema di ortografia fonetica, queste unità semantiche diventano meno distinte, in quanto diversi allomorfi possono essere pronunciati in modo diverso in contesti diversi. Ad esempio, nell'ortografia inglese, la maggior parte dei participi vengono scritti con un -ed alla fine, anche se questo può avere diverse pronunce (come kissed e interrupted).
Una delle difficoltà nell'introdurre una riforma ortografica è come riflettere diverse pronunce, spesso legate a regioni o classi. Se la riforma tenta di essere assolutamente fonetica in qualche modello di dialetto, chi parla altri dialetti troverebbe conflitti con il suo uso personale.

## Argomentazioni contrarie alla riforma
Fra le argomentazioni contrarie alla riforma possiamo elencare:
- la necessità per tutti di apprendere le nuove ortografie;
- la necessità di ristampare libri e altre pubblicazioni nelle nuove ortografie;
- la necessità continua anche di apprendere le vecchie ortografie, poiché i libri più vecchi esistono per un certo tempo;
- la necessità di decidere tra proposte alternative per la riforma, non potendo soddisfare tutti; si può anche finire con alcune regioni o sottoculture che adottano la riforma e altre no;
- se le ortografie vengono portate ad essere più vicine alla pronuncia attuale, la loro etimologia sarà più opaca e si discostano da ortografie di parole simili in altre lingue e anche dalla pronuncia di altri dialetti della stessa lingua, rendendo il testo più opaco per chi parla quelle lingue e dialetti;
- molti termini tecnici si trovano più spesso nella scrittura che nel discorso, quindi la loro pronuncia è in gran parte irrilevante e non dovrebbe essere consentito di influenzare la loro ortografia;
- confusione durante il periodo di transizione.

## Riforme per lingua

### Lingua cinese
Negli anni '50, il Comitato per la riforma della lingua della Repubblica popolare cinese ha ideato il sistema di trascrizione Hanyu Pinyin e lo ha promulgato come il sistema ufficiale di romanizzazione della Cina continentale. Poiché il pinyin è diventato lo standard internazionale per la romanizzazione cinese nel 1982, sono state raramente utilizzate altre romanizzazioni (tra cui il sistema Wade-Giles, il Gwoyeu Romatzyh sviluppato da Yuen Ren Chao e lo Latinxua Sin Wenz).
La Repubblica di Cina a Taiwan continuò ad utilizzare la romanizzazione di Wade-Giles fino alla fine del XX secolo, quando è stata introdotta il sistema di romanizzazione Tongyong Pinyin. Lo Tongyong Pinyin è stato adottato sporadicamente in tutta l'isola e criticato per la sua incoerenza. Lo Hanyu Pinyin, lo stesso sistema utilizzato nella terraferma, è stato formalmente adottato nel 2009.

### Lingua francese
Nel 1990, una sostanziale riforma ordinata dal primo ministro francese, ha cambiato l'ortografia di circa 2000 parole e alcune regole grammaticali. Con molto ritardo, la nuova ortografia consigliata ha ricevuto un sostegno ufficiale in Francia, Belgio, Svizzera e Quebec, ma non è ancora stato ampiamente adottato. La versione 2012 del Le Petit Larousse incorpora tutte le modifiche. La versione 2009 de Le Petit Robert incorpora la maggior parte delle modifiche. Ci sono 6000 parole, che includono anche parole che non sono state originariamente incluse nella riforma del 1990, ad esempio "charrette" o "charette", basati su chariot. A partire dal marzo del 2009 diversi importanti gruppi di editori belgi hanno cominciato ad applicare la nuova ortografia nelle loro pubblicazioni on-line.

### Lingua giapponese
Gli originari sillabari fonetici giapponese kana erano una rappresentazione puramente fonetica utilizzata per la scrittura della lingua giapponese quando furono inventate intorno al 800 come una semplificazione dei caratteri kanji derivati dal cinese.
Tuttavia, i sillabari non erano completamente codificati e le forme alternative di caratteri fonetici, o hentaigana, esistevano per molti suoni fino alla normalizzazione nel 1900. Inoltre, a causa della caratteristica al cambiamento della lingua giapponese, la pronuncia di molte parole giapponesi si è modificata, in gran parte in modo sistematico, dal linguaggio classico giapponese come parlato da quando sono state inventate i sillabari kana.  Nonostante ciò, le parole continuavano a essere scritte in kana, come quelle del giapponese classico, che rispecchiano la pronuncia classica piuttosto che quella moderna, finché un ordine del governo nel 1946 avrebbe ufficialmente adottato una riforma ortografica, facendo diventare l'ortografia delle parole puramente fonetiche (con solo 3 serie di eccezioni) e abbandonando i caratteri che rappresentavano i suoni non più utilizzati nella lingua.

### Lingua greca
L'ortografia diacritica nel periodo classico, nel periodo medievale e nella prima parte del periodo moderno conteneva numerosi arcaismi ereditati dal greco antico, che sono stati eliminati o semplificati nella moderna ortografia monotonica. Vedi anche Katharevousa.

### Lingua indonesiana
L'indonesiano subì delle riforme ortografiche nel 1947 e nel 1972, successivamente alle quali la sua ortografia è più coerente alla forma della lingua parlata in Malesia (ossia il malese).
| Vecchia ortografia | Nuova ortografia |
| ------------------ | ---------------- |
| oe                 | u                |
| tj                 | c                |
| dj                 | j                |
| é                  | e                |
| j                  | y                |
| nj                 | ny               |
| sj                 | sy               |
| ch                 | kh               |

Il primo di questi cambiamenti ("oe" al posto della "u") è avvenuto intorno al periodo dell'indipendenza nel 1947; tutte le altre fanno parte di una riforma ortografica ratificata ufficialmente nel 1972. Alcune delle vecchie ortografie, più vicine dalla lingua olandese, sopravvivono ancora nei nomi propri.

### Lingua inglese
L'ortografia inglese contiene molte irregolarità a causa di una serie di fattori. L'inglese ha generalmente conservato l'ortografia originale quando prende in prestito parole; e ancor più importante, l'inglese cominciò a essere ampiamente scritto e stampato durante il periodo inglese medio: lo sviluppo successivo dell'inglese moderno includeva un grande spostamento vocalico e molti altri cambiamenti nella fonologia, tuttavia le ortografie più antiche, che non sono più fonetiche, sono state mantenute. D'altra parte, molte parole sono state rifatte per riflettere la loro etimologia latina o greca. Per esempio, per "debt" (debito) inizialmente nell'inglese medio veniva scritto det/dette, con la b che è stata standardizzata nell'ortografia nel XVI secolo, dopo il suo etimo latino debitum; analogamente per quer/quere, che fu rivisto come choir (coro) nel XVII secolo, modellato sul greco χορός chorus; in entrambi i casi la pronuncia non è stata modificata. L'inglese moderno ha da qualche parte tra 14 e 22 vocali e fonemi dittonghi, a seconda del dialetto, e 26 o 27 fonemi consonanti. È impossibile rappresentare in maniera semplificata una lettera-fonema di questa lingua nelle 26 lettere dell'alfabeto inglese. La maggior parte delle proposte di riforma della ortografia include pertanto grafemi multi-lettera, così come l'ortografia attuale in lingua inglese fa (ad esempio i primi due fonemi di "sheep" /ʃiːp/ (pecora) sono rappresentati dai digrammi rispettivamente ⟨sh⟩, /ʃ/ e ⟨ee⟩, /i/). I segni diacritici sono anche parte delle proposte di riforma della ortografia.
I critici hanno affermato che un sistema coerente basato su fonemiche sarebbe inesatto: per esempio, la distribuzione di fonemi differisce tra inglese britannico e inglese americano. Inoltre, mentre la pronuncia del Received Pronunciation consta di circa 20 vocali, alcune varietà di seconda lingua di inglese hanno 10 o anche meno. Un sistema fonemico non sarebbe quindi universale. Sono state fatte alcune proposte per riformare l'ortografia in inglese. Alcune furono proposti da Noah Webster all'inizio del XIX secolo. Era in parte interessato a distinguere l'americano dall'uso britannico. Alcuni dei suoi suggerimenti hanno determinato le differenze tra l'ortografia americana e quella britannica.

### Lingua malese
Il malese subì riforme ortografiche nel 1972, dopo le quali che la sua ortografia è più coerente alla forma della lingua parlata in Indonesia (cioè l'indonesiano).
| Vecchia ortografia | Nuova ortografia |
| ------------------ | ---------------- |
| ă                  | e                |
| ch                 | c                |
| ĕ                  | e                |
| ï                  | i                |
| nj                 | ny               |
| sh                 | sy               |
| th                 | s                |

Questi cambiamenti fecero parte di una riforma ortografica ufficialmente richiesta nel 1972. Alcune delle vecchie ortografie, che derivavano più strettamente dalla lingua inglese, sopravvivono ancora con nomi propri.

### Lingua norvegese
Prima che la Norvegia diventasse indipendente nel 1905, la lingua norvegese fu scritta in danese con caratteristiche minori regionali ed idiomi. Dopo l'indipendenza, ci sono state delle riforme ortografiche nel 1907, nel 1917, nel 1938, nel 1941, nel 1981 e nel 2005, che hanno manifestato "il braccio di ferro" tra gli stili di ortografia preferiti dai tradizionalisti e dai riformatori, a seconda della classe sociale, dell'urbanizzazione, dell'ideologia, dell'educazione e del dialetto. La riforma del 2005 ha ripreso numerose ortografie tradizionali che erano state abolite dalle prime riforme ortografiche. Sono escluse anche ortografie poco usate.

### Lingua olandese
L'olandese ha subito una serie di importanti riforme ortografiche iniziate nel 1804, con diversi livelli di ratifica ufficiale e di accettazione popolare nei vari settori in cui si parlano varietà della lingua olandese.
L'unione linguistica olandese, istituita nel 1980 dai Paesi Bassi e dal Belgio, è ora la fonte delle riforme ufficiali e nel 1995 ha emesso la riforma del "Libretto Verde". Nel 2005 l'ortografia ha subito un ulteriore cambiamento.

### Lingua portoghese
L'ortografia medievale del portoghese era per lo più fonetica, ma, fin dal Rinascimento, molti autori che ammirarono la cultura classica cominciarono ad usare una ortografia etimologica. All'inizio del XX secolo, tuttavia, le riforme ortografiche in Portogallo e in Brasile hanno ripreso l'ortografia ai principi fonemici. Le riforme successive (in Brasile nel 1943 e 1971, in Portogallo nel 1945 e 1975) hanno riguardato principalmente tre obiettivi: eliminare le poche tracce di ortografia etimologica ridondante che rimaneva, ridurre il numero di parole contrassegnate con diacritici e trattini e portare lo standard ortografico brasiliano e lo standard ortografico portoghese (utilizzati in tutti i paesi portoghesi, eccetto che il Brasile) più vicini tra loro.
L'obiettivo di unificare le regole di scrittura è stato finalmente raggiunto con un accordo multilaterale nel 1990, firmato da tutti i paesi di lingua portoghese, ma non ratificato dall'Angola a partire dal 2014. L'attuazione delle nuove regole in Brasile e Portogallo è iniziata solo 2009, con un periodo di transizione di sei anni. L'accordo è in uso da parte del governo e dei dipartimenti di insegnamento, così come da molti organi di stampa e case editrici di entrambi i paesi e dalle istituzioni statali. Poiché ci sono differenze tra il portoghese parlato in Portogallo ed il portoghese parlati in Brasile, la riforma ha portato alla creazione di nuove ortografie che una volta erano le stesse in entrambi i paesi. Nessuno degli altri paesi di lingua portoghese che hanno firmato l'accordo lo hanno attuato a partire dal 2014. In Portogallo c'è ancora una certa resistenza e nel 2013 il Parlamento portoghese ha creato un gruppo di lavoro per analizzare la situazione e proporre soluzioni.
Durante il periodo di transizione coesistono quattro differenti ortografie: la pre-riforma ufficiale ortografia portoghese (utilizzata in tutti i paesi portoghesi in Africa, Asia e Oceania, utilizzata in Portogallo dalla popolazione), la prima riforma della ortografia brasiliana ufficiale (usata solo in Brasile), la successiva riforma della ortografia portoghese (usata dal governo e dalle sue istituzioni, alcuni media ed editori in libri tradotti) e l'ortografia brasiliana post-riforma (usata dal governo, dai media e dagli editori in libri tradotti). Questi ultimi due sistemi sono regolati dallo stesso accordo, ma differiscono in qualche modo a causa della diversa pronuncia delle stesse parole in Portogallo e Brasile.

### Lingua russa
Nel corso del tempo, sono state apportate numerose modifiche all'ortografia. Essi hanno riguardato soprattutto l'eliminazione delle lettere greche (puramente etimologiche) che erano state conservate nella scrittura cirillica a causa della tradizione ecclesiastica e quelle rese obsolete dai cambiamenti nella fonetica.
Quando nel 1708 Pietro il Grande presentò il suo "scrittura civile" (гражданский шрифт, graždanskij šrift), basato su forme di lettere dall'aspetto più occidentale, anche l'ortografia fu semplificata.
L'ultima importante riforma della ortografia russa fu effettuata poco dopo la rivoluzione russa. L'ortografia russa fu semplificata eliminando quattro lettere obsolete (ѣ, і, ѵ e ѳ) e l'uso arcaico della lettera ъ (Jer dura) all'estremità delle parole, che in origine era rappresentata con una vocale sembra simile a uno scevà, ma era diventata silenziosa dal Medioevo.

### Lingua spagnola
L'Accademia Reale Spagnola (RAE) ha riformato le regole ortografiche dello spagnolo dal 1726 al 1815, determinando la maggior parte delle convenzioni ora in uso. Da allora sono state intraprese diverse iniziative per riformare ulteriormente l'ortografia dello spagnolo: Andrés Bello è riuscito a rendere la sua proposta ufficiale in diversi paesi sudamericani, i quali in seguito però sono ritornati alle regole della Accademia Reale Spagnola.
Un'altra iniziativa, la "Ortografía Fonética Rasional Ispanoamericana", è rimasta una curiosità. Juan Ramón Jiménez propose di cambiare "ge" e "gi" con "je" e "ji", ciò che si applica solo alle edizioni delle sue opere o di quelle di sua moglie (Zenobia Camprubí Aymar). Gabriel García Márquez ha sollevato la questione delle riforme durante un congresso a Zacatecas e ha richiamato l'attenzione sul problema, ma non sono state apportate modifiche. Le Accademie, tuttavia, cambiano di tanto in tanto alcune curiosità.

### Lingua tedesca
L'ortografia tedesca è stata ufficialmente riformata nel 1901 ed alcuni schemi di ortografia precedenti sono stati aggiornati: ad esempio alcuni nessi con "th" sono stati cambiati in "t", l'uso di trattini è cambiato e alcuni casi di "c" sono stati modificati in "z". Nel 1944 doveva essere introdotta un'altra riforma ortografica, ma alla fine non è arrivata a nulla a causa della seconda guerra mondiale.
Anche se l'ortografia tedesca era già più coerente dell'ortografia inglese o francese, i paesi di lingua tedesca hanno firmato un accordo sulle riforme ortografiche nel 1996; questi sono stati progettati per essere gradualmente introdotti a partire dal 1998 e completamente in vigore entro il 2005.
La cosiddetta Rechtschreibreform è stata oggetto di contestazioni, ed i sondaggi hanno sempre mostrato una maggioranza contro le nuove regole. Nell'estate 2004 molti giornali e riviste tornarono alle vecchie regole. Nel marzo 2006, tuttavia, i cambiamenti più controversi della Rechtschreibreform sono stati ripristinati. Ciò ha portato i media tedeschi, che si erano precedentemente opposti ai cambiamenti, a passare alle nuove regole.

### Lingue slave meridionali
Fra le lingue slave meridionali, che formano un continuum di dialetto, lo stesso serbo-croato è un continuum che comprende le lingue standard dei moderni serbo, croato, bosniaco e montenegrino. È passato attraverso una serie di importanti riforme ortografiche nei primi anni del medio XIX secolo. Fino a quel momento si erano evolute due distinte tradizioni di scrittura. I dialetti occidentali erano stati scritti usando l'alfabeto latino, mentre quello orientale (il serbo) stava usando una forma arcaica dell'alfabeto cirillico. Nonostante diversi tentativi, non esisteva uno standard ortografico universalmente accettato che utilizzasse l'alfabeto latino e la versione cirillica era considerata obsoleta.
Una serie di riforme è stata intrapresa per stabilire gli standard, al fine di portare il sistema di scrittura alla parità con la lingua parlata. Il movimento di riforma è stato guidato dal linguista croato Ljudevit Gaj per il sistema di scrittura in lingua latina, e il riformatore serbo Vuk Stefanović Karadžić per la versione cirillica. Gli sforzi di riforma furono coordinati al fine di correlare i due sistemi di scrittura, culminati con l'Accordo Letterario di Vienna nel 1850. Il sistema così stabilito è rimasto in servizio sina da allora. Anche la lingua slovena, che non faceva parte del continuum dialettale serbo-croato, era coperta dallo stesso movimento di riforma. Dopo la seconda guerra mondiale e la codifica della lingua letteraria macedone, lo stesso sistema è stato esteso, con alcune modifiche anche ad essa.
Tutti questi sistemi di scrittura presentano un alto grado di corrispondenza tra i suoni della lingua e i caratteri delle lettere, rendendoli altamente fonetici e molto coerenti.
Un'altra lingua slava meridionale, il bulgaro subì una riforma ortografica nel 1945, seguendo il modello russo.

### Altre lingue
- Lingua armena: Ha subito una riforma della sua ortografia fra il 1922 e 1944[60].
- Lingua bengalese: Lo studioso e letterato Ishwar Chandra Vidyasagar rimosse diverse lettere arcaiche usate per scrivere prestiti linguistici in sanscrito (ৠ, ঌ, ৡ, ব) ed aggiunse tre nuove lettere (ড়, ঢ়, য়) per rispecchiare la pronuncia bengalese contemporanea.
- Lingua catalana: L'ortografia della lingua catalana fu regolata per lo più da Pompeu Fabra all'inizio del XX secolo[61].
- Lingua ceca: L'ortografia della lingua ceca fu riformata e regolarizzata già nel XV secolo attraverso la pubblicazione del manoscritto Orthographia bohemica[62].
- Lingua cinese: I caratteri cinesi semplificati hanno sostituito i caratteri tradizionali nella Cina continentale, Malesia e Singapore, sebbene i caratteri tradizionali siano ancora usati a Taiwan, Hong Kong e Macao[63].
- Lingua coreana: L'alfabeto hangul ha sostituito gli ideogrammi di hanja.
- Lingua danese: In una riforma del 1948, la lingua danese abbandonò la maiuscola dei nomi comuni (in origine una regola di ispirazione tedesca) per allinearsi con le altre lingue scandinave. Allo stesso tempo, il digrafo Aa/aa è stato abbandonato a favore della lettera svedese Å/å[38]. Il doppio digramma è ancora ampiamente utilizzato nei nomi personali ed è opzionale in alcuni toponimi. Nel 1980, la lettera W fu riconosciuta come una lettera distinta. Prima era considerato una variazione della lettera V per scopi di confronto.
- Lingua ebraica: Ha due sistemi di ortografia, uno senza segni vocalici ed un con, chiamato Niqqud. Il Niqqud è usato in modo sistematico solo nei libri per bambini, nella poesia e in alcuni libri di testo e di letteratura religiosa. La maggior parte degli altri testi sono di solito scritti senza segni vocalici. L'Accademia della lingua ebraica pubblica regole per l'ortografia sia vocalizzata che non vocalizzata. L'ultima importante revisione delle regole di ortografia non vocalizzata è stata pubblicata nel 1996, sebbene in pratica non siano obbligatorie. Ad oggi non esiste uno spelling standard per l'ebraico non localizzato, e molti ebrei parlano secondo il proprio istinto e consuetudine. Vedi anche ortografia ebraica.
- Lingua filippina: Vedi ortografia della lingua filippina[64].
- Lingua galiziana: Vedi Reintegrationism[65] e Regole ortografiche e morfologiche della lingua galiziana[66].
- Lingua georgiana: Nel XIX secolo l'alfabeto georgiano subì la rimozione di cinque lettere[67] (ჱ, ჳ, ჲ, ჴ e ჵ).
- Lingua lettone: Le vecchie versioni dell'ortografia lettone erano di origine tedesca, furono sostituite da un sistema più appropriato all'inizio del XX secolo. La lingua lettone scartò il digramma Uo nel 1914, la lettera Ō nel 1946 e le lettere Ŗ ed Ch nel 1957.
- Lingua svedese: L'ultima importante riforma dell'ortografia svedese avvenne nel 1906. Omogeneizzò l'ortografia della /v/ e cambiò la desinenza aggettivale avverbiale e neutra da -dt a -t o -tt a seconda della lunghezza della vocale precedente[68]. La frase "hvarken af silfver eller rödt guld" era ora scritta "varken av silver eller rött guld". Alcuni hanno chiesto una riforma ancora più radicale che omogeneizzi anche le grafie dei suoni /j/, /ɕ/ e /ɧ/, che fino ad oggi rimangono molto diversi in svedese.
- Lingua turca: L'alfabeto turco ha sostituito quello turco ottomano.
- Lingua veneta: Non ha mai avuto un'ortografia ufficiale, perché era considerata un dialetto fino a tempi recenti, e anche ora molti non la considerano una lingua "distinta". Molte altre lingue d'Italia si trovano nella stessa situazione. Ad ogni modo, ci sono alcuni tentativi di stabilire un'ortografia standard per il veneziano, come la Grafia Veneta Unitaria, un manuale sull'ortografia scritto da una commissione scientifica nominata dalla Giunta Regionale del Veneto nel 1995 e diretta da Manlio Cortelazzo[69].
- Lingua vietnamita: Negli anni '20 l'alfabeto vietnamita sostituì il precedente sistema Chữ nôm.[70]